# هارپر ۱۶۲۵۴
سیارک ۱۶۲۵۴ (به انگلیسی: 16254 Harper، نامگذاری:2000HZ53) شانزده هزار و دویست و پنجاه و چهارمین سیارک کشف شده‌است که در ۲۹ آوریل ۲۰۰۰ کشف شد.
قدر مطلق سیارک برابر ۱۶.۲ است.